# Novotroickoje (Miskinói járás)
Novotroickoje (orosz betűkkel: Новотроицкое, baskír nyelven: Яңы Троицкий) falu Oroszországban, a Baskír Köztársaságban, a Miskinói járásban.

## Népesség
- 2002-ben 536 lakosa volt, melynek 97%-a orosz.
- 2010-ben 450 lakosa volt.